# Meister Gerhard von Köln

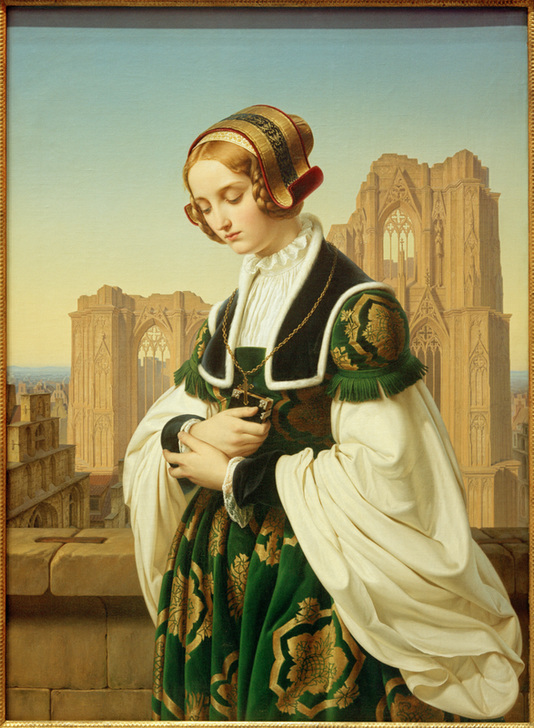
Louis Ammy Blanc: Die Kirchgängerin. 1834/1837 mit dem unvollendeten Kölner Dom im Hintergrund

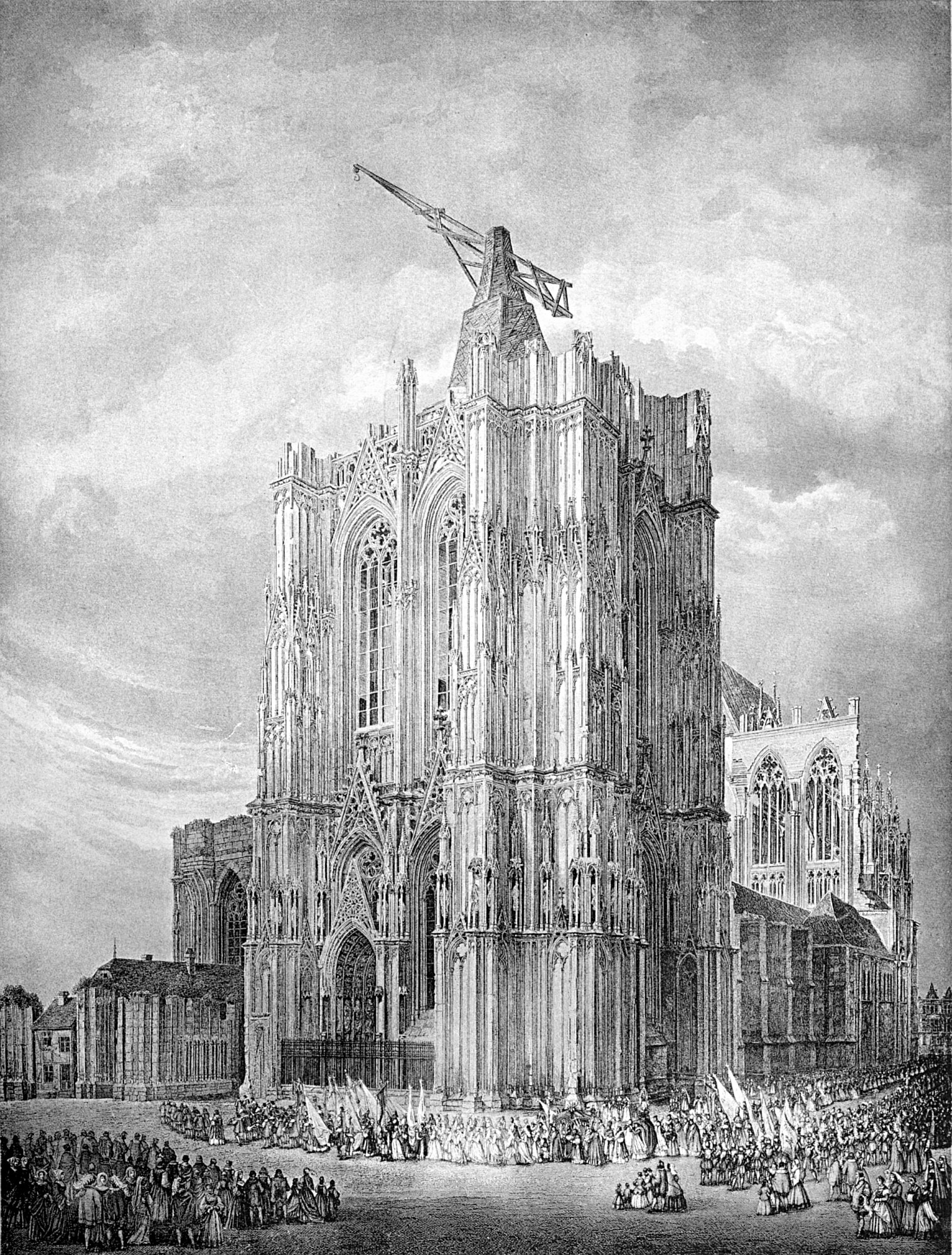
Der Kölner Dom 1824

Meister Gerhard von Cöln. Ein Notturno ist der Titel einer Ballade der Schriftstellerin Annette von Droste-Hülshoff. 

## Text
Wenn in den linden Vollmondnächten

Die Nebel lagern über‘m Rhein,

Und graue Silberfäden flechten

Ein Florgewand dem Heilgenschrein:

Es träumt die Waldung, duftumsäumt,

Es träumt die dunkle Fluthenschlange,

Wie eine Robbe liegt am Hange

Der Schürg' und träumt.

Tief zieht die Nacht den feuchten Odem,

Des Walles Gräser zucken matt,

Und ein verhauchter Grabesbrodem

Liegt über der entschlafnen Stadt:

Sie hört das Schlummerlied der Well‘n,

Das leise murmelnde Geschäume,

Und tiefer, tiefer sinkt in Träume

Das alte Cöln.

Dort wo die graue Cathedrale,

Ein riesenhafter Zeitentraum,

Entsteigt dem düstern Trümmermale

Der Macht, die auch zerrann wie Schaum –

Dort, in der Scheibe Purpurrund

Hat taumelnd sich der Strahl gegossen

Und sinkt, und sinkt, in Traum zerflossen,

Bis auf den Grund.

Wie ist es schauerlich im weiten

Versteinten öden Palmenwald,

Wo die Gedanken niedergleiten

Wie Anakonden schwer und kalt;

Und blutig sich der Schatten hebt

Am blut'gen Märtyrer der Scheibe,

Wie neben dem gebannten Leibe

Die Seele schwebt.

Der Ampel Schein verlosch, im Schiffe

Schläft halbgeschlossen Blum‘ und Kraut;

Wie nackt gespülte Uferriffe

Die Streben lehnen, tief ergraut;

Anschwellend zum Altare dort,

Dann aufwärts dehnend, lang gezogen,

Schlingen die Häupter sie zu Bogen,

Und schlummern fort.

Und immer schwerer will es rinnen

Von Quader, Säulenknauf und Schaft,

Und in dem Strale will's gewinnen

Ein dunstig Leben, geisterhaft:

Da horch! es dröhnt im Thurme – ha!

Die Glocke summt – da leise säuselt

Der Dunst, er zucket, wimmelt, kräuselt –

Nun steht es da! –

Ein Nebelmäntlein umgeschlagen,

Ein graues Käppchen, grau Gewand,

Am grauen Halse grauer Kragen,

Das Richtmaaß in der Aschenhand.

Durch seine Glieder zitternd geht

Der Stral wie in verhaltner Trauer,

Doch an dem Estrich, an der Mauer

Kein Schatten steht.

Es wiegt das Haupt nach allen Seiten,

Unhörbar schwebt es durch den Raum,

Nun sieh es um die Säulen gleiten,

Nun fährt es an der Orgel Saum;

Und aller Orten legt es an

Sein Richtmaaß, webert auf und nieder,

Und leise zuckt das Spiel der Glieder,

Wie Rauch im Tann. –

War das der Nacht gewalt'ger Odem? –

Ein weit zerflossner Seufzerhall,

Ein Zitterlaut, ein Grabesbrodem

Durchquillt die öden Räume all:

Und an der Pforte, himmelan

Das Männlein ringt die Hand, die fahle,

Dann gleitet‘s aufwärts am Portale –

Es steht am Krahn.

Und über die entschlafnen Wellen

Die Hand es mit dem Richtmaaß streckt;

Ihr Schlangenleib beginnt zu schwellen,

Sie brodeln auf, wie halb geweckt;

Als drüber nun die Stimme dröhnt,

Ein dumpf, verhallend, fern Getose,

Wie träumend sich im Wolkenschooße

Der Donner dehnt.

„Ich habe diesen Bau gestellt,

Ich bin der Geist vergangner Jahre!

Weh! dieses dumpfe Schlummerfeld

Ist schlimmer viel als Totenbahre!

O wann, wann steigt die Stunde auf,

Wo ich soll lang Begrabnes schauen?

Mein starker Strom, ihr meine Gauen

Wann wacht ihr auf? –

„Ich bin der Wächter an dem Thurm,

Mein Ruf sind Felsenhieroglyphen,

Mein Hornesstoß der Zeitensturm,

Allein sie schliefen, schliefen, schliefen!

Und schlafen fort, ich höre nicht

Den Meißel klingen am Gesteine,

Wo tausend Hände sind wie eine,

Ich hör' es nicht! –

Und kann nicht ruhn, ich sehe dann

Zuvor den alten Krahn sich regen,

Daß ich mein treues Richtmaaß kann

In eine treue Rechte legen!

Wenn durch das Land ein Handschlag schallt,

Wie einer alle Pulse klopfen,

Ein Strom die Millionen Tropfen –“

Da silbern wallt

Im Osten auf des Morgens Fahne,

Und, ein zerflossner Nebelstreif,

Der Meister fährt empor am Krahne. –

Mit Räderknarren und Gepfeif,

Ein rauchend Ungeheuer, schäumt

Das Dampfboot durch den Rhein, den blauen –

O deutsche Männer! deutsche Frauen!

Hab' ich geträumt? –

## Entstehungsgeschichte
Mit dem Ausbauprojekt zum Kölner Dom kam Droste-Hülshoff erstmals 1826 während eines längeren Aufenthalts in Köln bei ihrem Onkel Werner von Haxthausen, damals preußischer Regierungsrat in Köln, in Berührung, einem Freund von Sulpice Boisserée, der sich seit 1823 für dessen Endausbau eingesetzt hatte. Am 4. September 1842 legten König Friedrich Wilhelm IV. von Preußen sowie der Koadjutor des Erzbistums Köln Johannes von Geissel (anstelle des zuvor in den Kölner Wirren verhafteten und anschließend von seiner Amtsausübung ausgeschlossenen Erzbischofs Clemens August Droste zu Vischering, eines Verwandten der Droste) den Grundstein für den Ernst Friedrich Zwirner übertragenen Weiterbau des Doms. Für den mit dem Aufbringen von Spendengeldern beauftragten Zentral-Dombau-Verein zu Köln verfasste der mit Droste-Hülshoff befreundete Levin Schücking in diesem Jahr die Werbeschrift Der Dom zu Köln und seine Vollendung, in den er ihr im August 1841 in Rüschhaus entstandenes Gedicht aufnahm. Das Gedicht wurde 1844 in ihrem Band „Gedichte“ publiziert. Bereits in ihrem nur wenig später entstandenen Gedicht Die Stadt und der Dom. Eine Karikatur des Heiligsten hingegen äußerte sich Droste-Hülshoff kritisch der zeitgenössischen Dombegeisterung gegenüber, indem sie in einem vorgesetzten Motto angibt, sich nicht „um lumpichte hundert Dukaten“ – offensichtlich das Honorar für ihr erstes Domgedicht – verraten zu wollen.

## Form und Aufbau
Die Ballade besteht aus vierzehn Strophen zu je acht Versen. Die Strophen weisen durchgängig als Versmaß den Jambischen Vierheber im Reimschema [ababcddc] auf, wobei die jeweils letzte Zeile als zweihebiger Halbvers gestaltet ist.

## Handlung
Die als Notturno bzw. Nachtstück angelegte Dichtung schildert eine Vision der unvollendeten Kölner Domkirche in einer „linden Vollmondnacht ... über der entschlafnen Stadt“, in der „die graue Cathedrale, ein riesenhafter Zeitentraum, entsteigt dem düstern Trümmermale der Macht.“ Durch die unvollendete Bauruine des Doms schwebt (der nur im Titel genannte) Meister Gerhard, der legendäre erste Dombaumeister und Planverfasser des Kölner Doms, „der Geist vergangner Jahre“. Aufsteigend bis zum Domkran, der im 19. Jahrhundert als Memento für den bislang unterbliebenen Weiterbau galt, legt er sein Richtmaß an verschiedenen Stellen an, das er einem Nachfolger „in eine treue Rechte legen“ möchte. Erst das geschäftige Treiben auf dem Rhein („Ein rauchend Ungeheuer, schäumt das Dampfboot durch den Rhein, den blauen“) führt zurück in die Wirklichkeit und lässt die unvermutete Frage aufkommen: „Hab' ich geträumt?“